# Frederikshavn
Pour la commune à laquelle la ville donne son nom, voir Frederikshavn (commune).

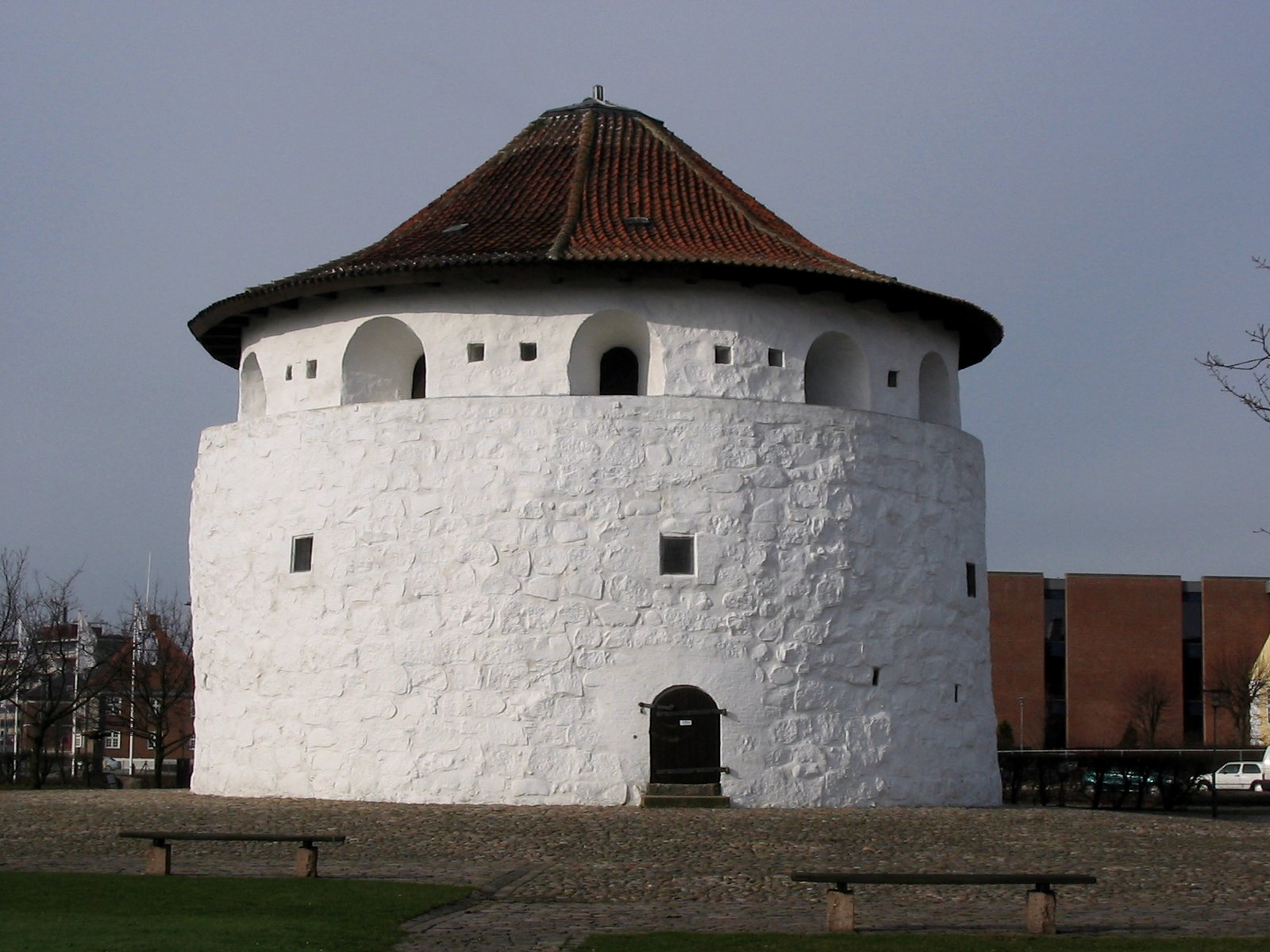
La poudrière, construite en 1688

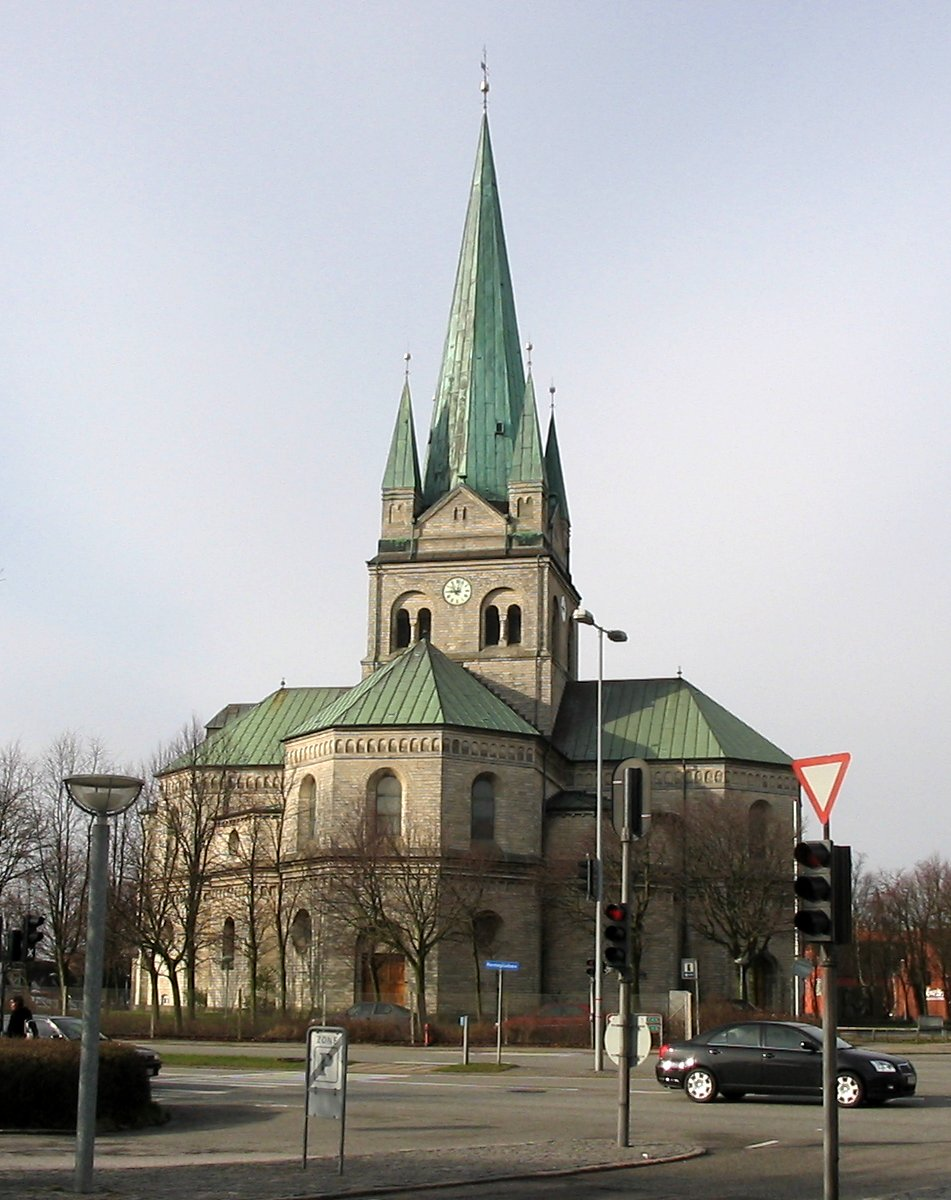
L’église

Frederikshavn est une ville du Danemark, chef-lieu de la commune homonyme dans la région du Jutland du Nord.

## Activité portuaire
Port de commerce (le plus septentrional du Jutland) et une des deux bases navales danoises, donnant sur le détroit du Cattégat, il bénéficie d’une situation bien abritée permettant d’assurer des liaisons régulières par ferry avec la Norvège, la Suède, et l’île de Læsø.

## Jumelage
La ville de Frederikshavn est jumelée avec :
- Larvik (Norvège)
- Borlänge (Suède)
- Rovaniemi (Finlande)
- Bremerhaven (Allemagne)
- North Tyneside (Angleterre)
- Zemgale, district de Riga (Lettonie)
- Paamiut (Groenland)
- Îles Vestmann (Islande)